# قلعه دختر (باکو)

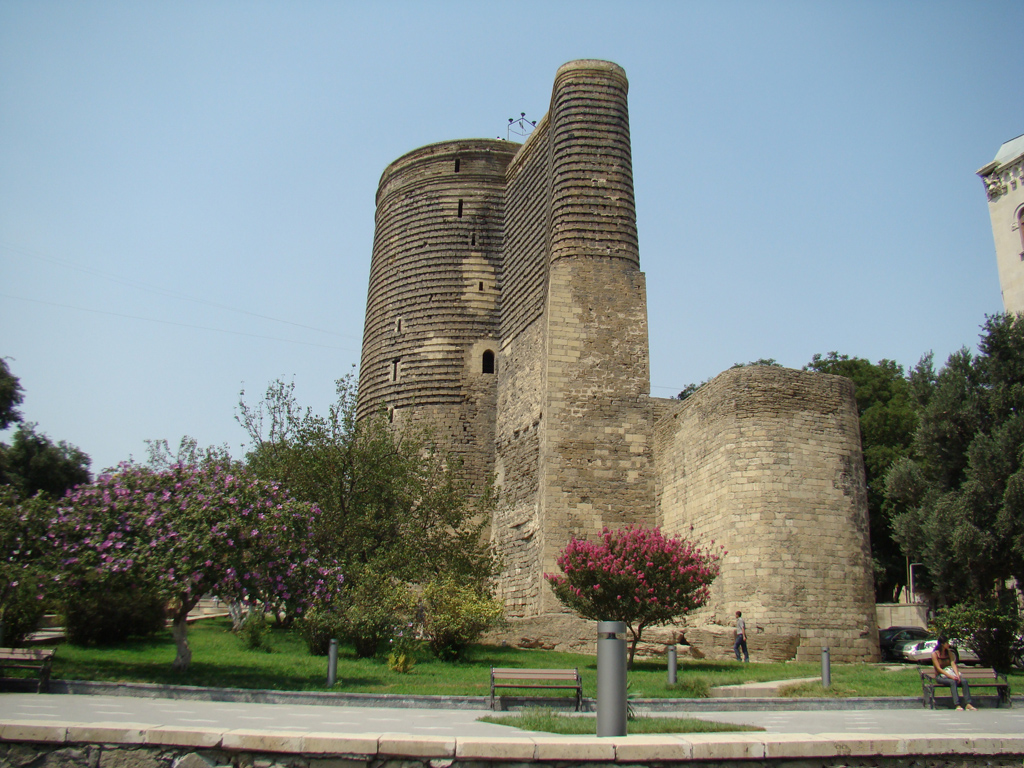
نمای بیرونی قلعه دختر باکو

قلعه دختر (به ترکی آذربایجانی: قؽز قالاسؽ Qız Qalası) (به انگلیسی: Maiden Tower) از آثار دوره شروان‌شاهان در شهر باکو است. این اثر تاریخی که با ۲۹٬۵ متر طول، ۱۶ متر عرض، و ۶ طبقه که در دو محدوده زمانی قرن ۵ و ۶ میلادی (آغاز ساخت مرحله اول) و قرن ۱۲ (مرحله دوم) ساخته شده و در فهرست میراث جهانی یونسکو به ثبت رسیده است. این قلعه در روزگار کهن، نیایشگاه آناهیتا بوده و زرتشتیان برای زیارت به آن‌جا می‌رفته‌اند.قلعه دختر در سال ۱۹۶۰ مرمت و در سال ۱۹۶۴ تبدیل به موزه گردید. سازمان یونسکو در سال ۲۰۰۰ این بنا را در فهرست میراث جهانی ثبت نمود.

## معماری

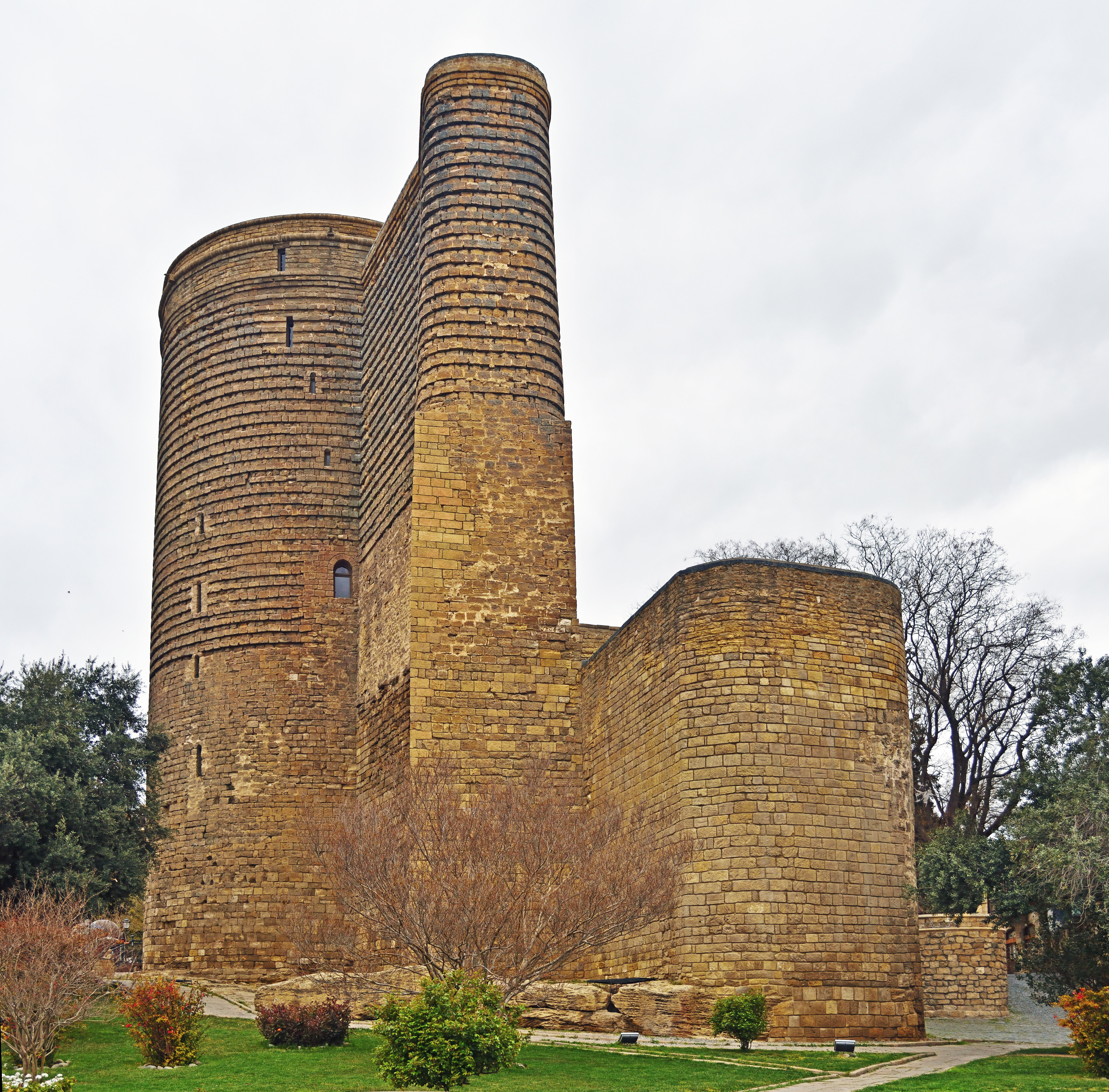
نمایی از قلعه دختر باکو

این برج معماری زیبا و منحصر بفردی دارد. حتی از این قلعه به عنوان یکی از بهترین و زیباترین جاذبه‌های تاریخی شهر باکو یاد می‌کنند. جنس این قلعه از سنگ می‌باشد و تمامی قسمت‌های قلعه نیز از سنگ ساخته شده است.
داخل این قلعه به گونه ای ساخته شده است که می‌تواند ۲۰۰ نفر را در خود جای دهد. قسمت شرقی این قلعه دیدی مناسب رو به آسمان دارد و برخی می‌گویند از این قلعه نیز برای علم نجوم نیز استفاده می‌شده است.
در ورودی این قلعه به صورت دوگانه ساخته شده است و بعد از ورود با سقف‌های بلند مواجه خواهید شد. زمانی که از پله‌های سنگی به سمت بالای قلعه حرکت می‌کنید پنجره‌های کوچکی را می‌بینید که بر روی دیوارها قرار گرفته‌اند.

## نگارخانه

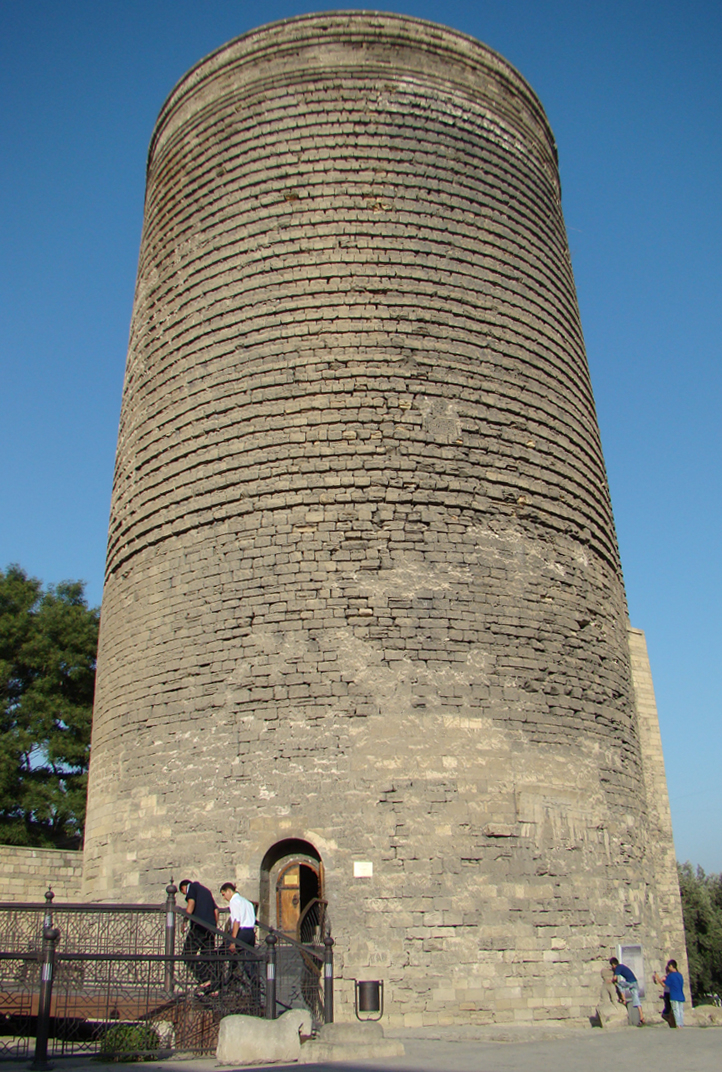
نمای قلعه دختر از زاویه ایچری شهر باکو
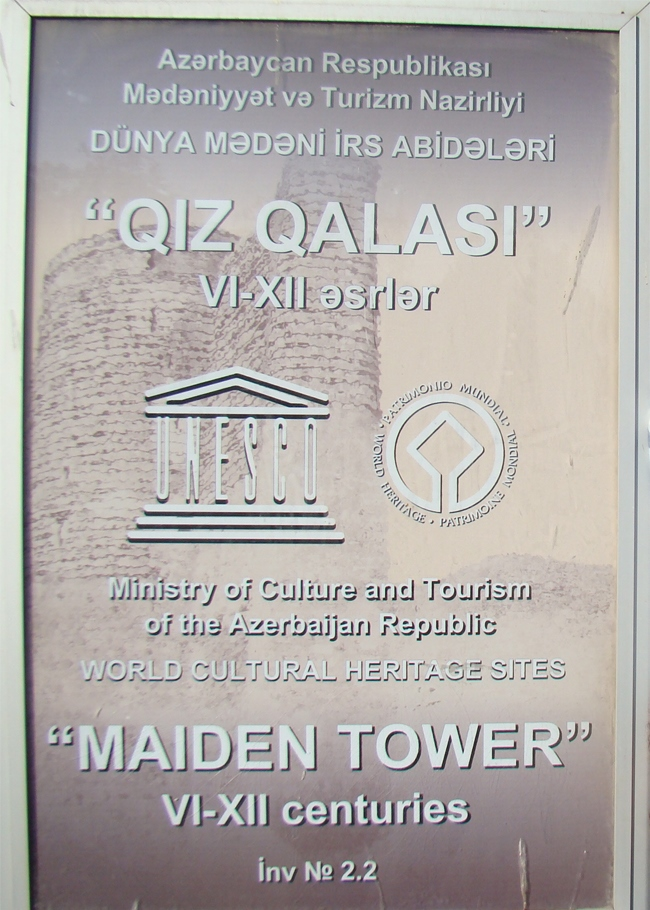
لوحه سازمان جهانی یونسکو
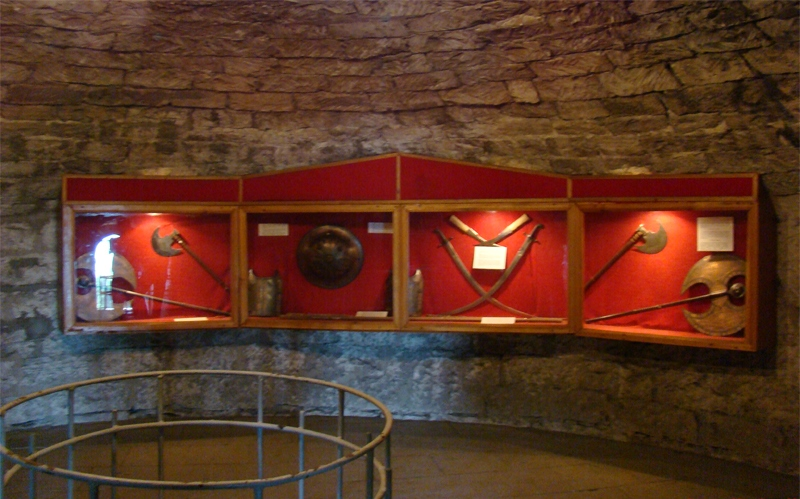
سلاحهای جنگی قدیمی
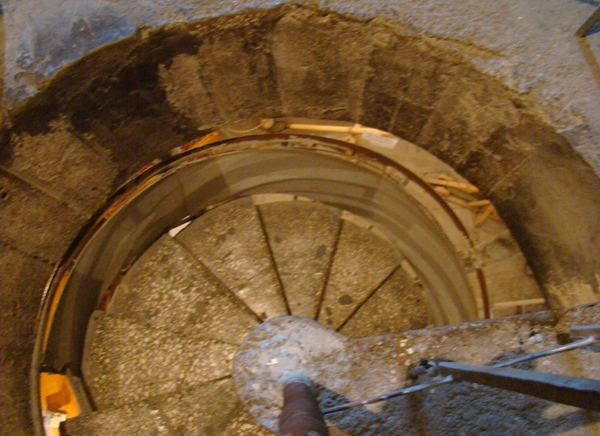
پلکان‌های قلعه دختر
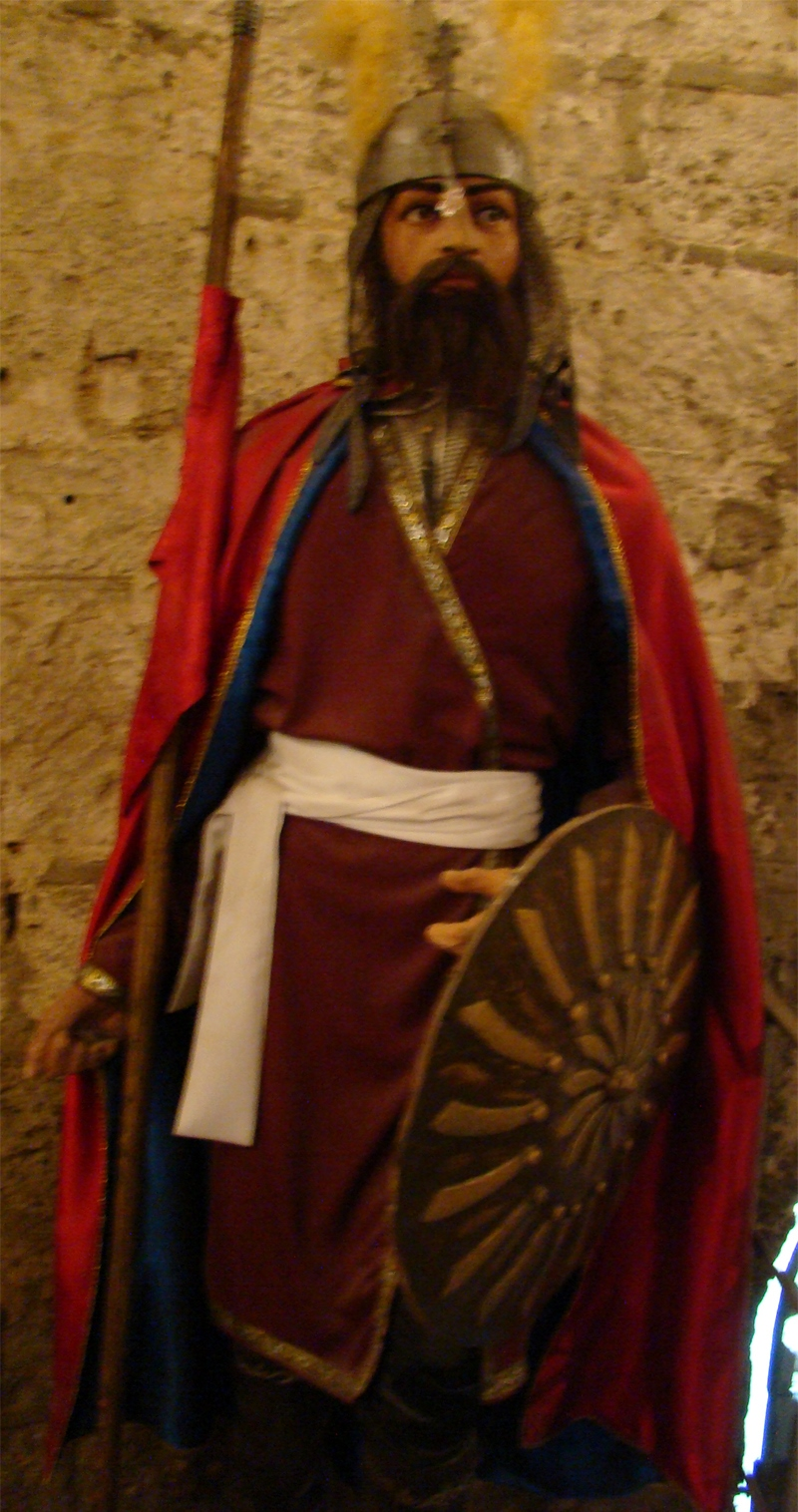
سرباز آذربایجانی